# Куррал-ди-Дентру
Куррал-ди-Дентру (порт. Curral de Dentro) — муниципалитет в Бразилии, входит в штат Минас-Жерайс. Составная часть мезорегиона Север штата Минас-Жерайс. Входит в экономико-статистический микрорегион Салинас. Население составляет 6794 человека на 2006 год. Занимает площадь 570,503 км². Плотность населения — 11,9 чел./км².

## Статистика
- Валовой внутренний продукт на 2003 год составляет 15 864 561,00 реалов (данные: Бразильский институт географии и статистики).
- Валовой внутренний продукт на душу населения на 2003 год составляет 2471,89 реалов (данные: Бразильский институт географии и статистики).
- Индекс развития человеческого потенциала на 2000 год составляет 0,597 (данные: Программа развития ООН).